# Sims Island
Sims Island ist eine kleine und markante Insel vor der English-Küste des westantarktischen Ellsworthlands. Im südlichen Teil des Carroll Inlet liegt sie zwischen der Rydberg-Halbinsel und Case Island.
Die Insel ist vulkanischen Ursprungs und nicht vergletschert. Während ihre Südküste von steilen, bis zu 380 m hohen  Kliffs geprägt ist, gibt es im Nordosten einen kleinen flachen Strand. Bei einer Länge von 1,5 km und einer maximalen Breite von etwa 800 m besitzt die Insel eine Fläche von 70 ha. Ihr flacher, nördlicher Ausläufer trägt den Namen Condor Ness.
Auf Sims Island befindet sich eine Kolonie des Adeliepinguins mit fast 15.000 Brutpaaren. Auch die Antarktikskua brütet hier.  Die Insel wird darum von BirdLife International als Important Bird Area (AQ203) ausgewiesen.
Der Pilot Ashley Clinton Snow Jr. (1906–1975) entdeckte sie bei einem Überflug am 22. Dezember 1940 im Rahmen der United States Antarctic Service Expedition (1939–1941). Namensgeber ist Leutnant Lewis Sterling Sims Jr. (1913–1987) vom United States Marine Corps, Arzt bei dieser Forschungsreise.